# Rosko (przystanek kolejowy)
Rosko – przystanek kolejowy w Rosku na linii kolejowej nr 206, w województwie wielkopolskim.